# Галяс Василь Григорович
Васи́ль Григо́рович Галяс (нар. 14 грудня 1967 — 19 серпня 2015) — сержант Збройних сил України, учасник російсько-української війни.

## Життєпис
Народився 1967 року в селі Саїнка Вінницької області, де закінчив середню школу. Ветеран війни в Афганістані. По звільненні з строкової служби працював водієм на водоканалі, згодом — в сільськогосподарському підприємстві.
29 січня 2015 року мобілізований як доброволець, сержант; військовослужбовець 54-ї окремої механізованої бригади.
19 серпня 2015-го перед полуднем «КрАЗ» з саперами 54-ї бригади підірвався на міні за 200 метрів від українського блокпосту поблизу міста Попасна Луганської області; Василь Галяс загинув, ще троє зазнали поранень.
Похований в селі Саїнка Чернівецького району.
Без сина лишились батьки.

## Нагороди та вшанування
За особисту мужність, сумлінне та бездоганне служіння Українському народові, зразкове виконання військового обов'язку відзначений — нагороджений
- орденом «За мужність» ІІІ ступеня (16.1.2016, посмертно)[1]
- медаль «За відвагу»
- У селі Саїнка на НВК відкрито меморіальну дошку випускнику Василю Галясу, в школі облаштованого тематичний куточок пам'яті Героя.